# Ricarda Haaser
Ricarda Haaser (Innsbruck, 10 settembre 1993) è una sciatrice alpina austriaca, vincitrice della medaglia di bronzo in combinata ai mondiali di Courchevel/Méribel 2023 e della Coppa Europa nel 2015.

## Biografia
Sciatrice polivalente originaria di Maurach am Achensee e sorella di Raphael, a sua volta sciatore alpino, Ricarda Haaser ha cominciato nel dicembre 2008 a competere in gare FIS e il 10 dicembre 2010 ha disputato la sua prima gara in Coppa Europa, lo slalom speciale di Gressoney-La-Trinité, senza completarlo. Il circuito continentale l'ha vista per la prima volta sul podio il 14 febbraio 2012, a Sella Nevea in supercombinata (2ª), mentre in Coppa del Mondo ha esordito il 16 novembre 2013 a Levi, senza riuscire a qualificarsi per la seconda manche dello slalom speciale in programma.
Nel 2014-2015 ha conquistato la Coppa Europa generale, risultando prima anche nella classifica di slalom gigante, dopo aver ottenuto sei podi stagionali con tre vittorie tra le quali la prima in carriera nel circuito, il 6 gennaio a Zinal in slalom gigante. Ai Mondiali di Sankt Moritz 2017, suo esordio iridato, si è classificata 9ª nella combinata. Ai XXIII Giochi olimpici invernali di Pyeongchang 2018, sua prima presenza olimpica, si è classificata 17ª nello slalom gigante e 13ª nella combinata; l'anno dopo ai Mondiali di Åre è stata 15ª nello slalom gigante e non ha completato la combinata, a quelli di Courchevel/Méribel 2023 ha vinto la medaglia di bronzo nella combinata, non ha completato lo slalom gigante e non si è qualificata per la finale nel parallelo e a quelli di Saalbach-Hinterglemm 2025 non ha completato il supergigante.

## Palmarès

### Mondiali
- 1 medaglia:
  - 1 bronzo (combinata a Courchevel/Méribel 2023)

### Coppa del Mondo
- Miglior piazzamento in classifica generale: 24ª nel 2019

#### Coppa del Mondo - gare a squadre
- 1 podio:
  - 1 secondo posto

### Coppa Europa
- Vincitrice della Coppa Europa nel 2015
- Vincitrice della classifica di slalom gigante nel 2015
- 9 podi:
  - 4 vittorie
  - 2 secondi posti
  - 3 terzi posti

#### Coppa Europa - vittorie
| Data            | Località    | Paese    | Specialità |
| --------------- | ----------- | -------- | ---------- |
| 6 gennaio 2015  | Zinal       | Svizzera | GS         |
| 7 gennaio 2015  | Zinal       | Svizzera | GS         |
| 4 febbraio 2015 | San Candido | Italia   | GS         |
| 15 marzo 2016   | La Molina   | Spagna   | GS         |

Legenda:

GS = slalom gigante

### Australia New Zealand Cup
- Miglior piazzamento in classifica generale: 7ª nel 2016
- 3 podi:
  - 1 vittoria
  - 2 secondi posti

#### Australia New Zealand Cup - vittorie
| Data           | Località     | Paese         | Specialità |
| -------------- | ------------ | ------------- | ---------- |
| 31 agosto 2016 | Coronet Peak | Nuova Zelanda | SL         |

Legenda:

SL = slalom speciale

### Campionati austriaci
- 9 medaglie:
  - 3 ori (slalom gigante nel 2016; combinata nel 2017; supergigante nel 2018)
  - 6 argenti (combinata nel 2016; supergigante, slalom gigante nel 2017; slalom gigante nel 2018; slalom gigante nel 2022; discesa libera nel 2024)

### Campionati austriaci juniores
- 2 medaglie[2]:
  - 1 oro (supergigante nel 2010)
  - 1 bronzo (supergigante nel 2009)